# Tumulus de Betz
Le tumulus de Betz, également appelé Bartombe ou Bortombe, est une tombe gallo-romaine située près de Landen, en Belgique, dans la province du Brabant flamand.

## Situation

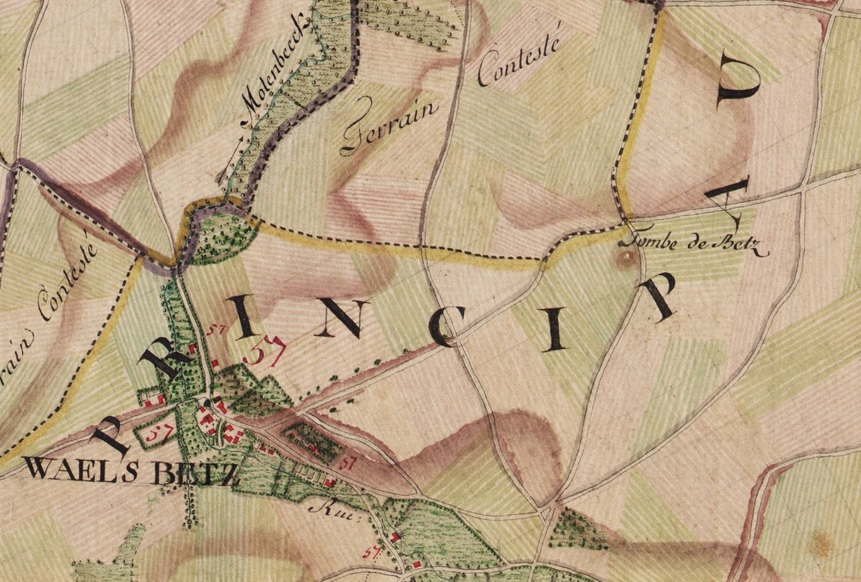
La tombe de Betz sur la carte de Ferraris du XVIIIe siècle

Le tumulus est situé au sud-ouest de la ville, près de l'ancien village de Walsbets, sur le point le plus haut du paysage, dans les environs de la Bortombestraat (rue de Bortombe).

## Description

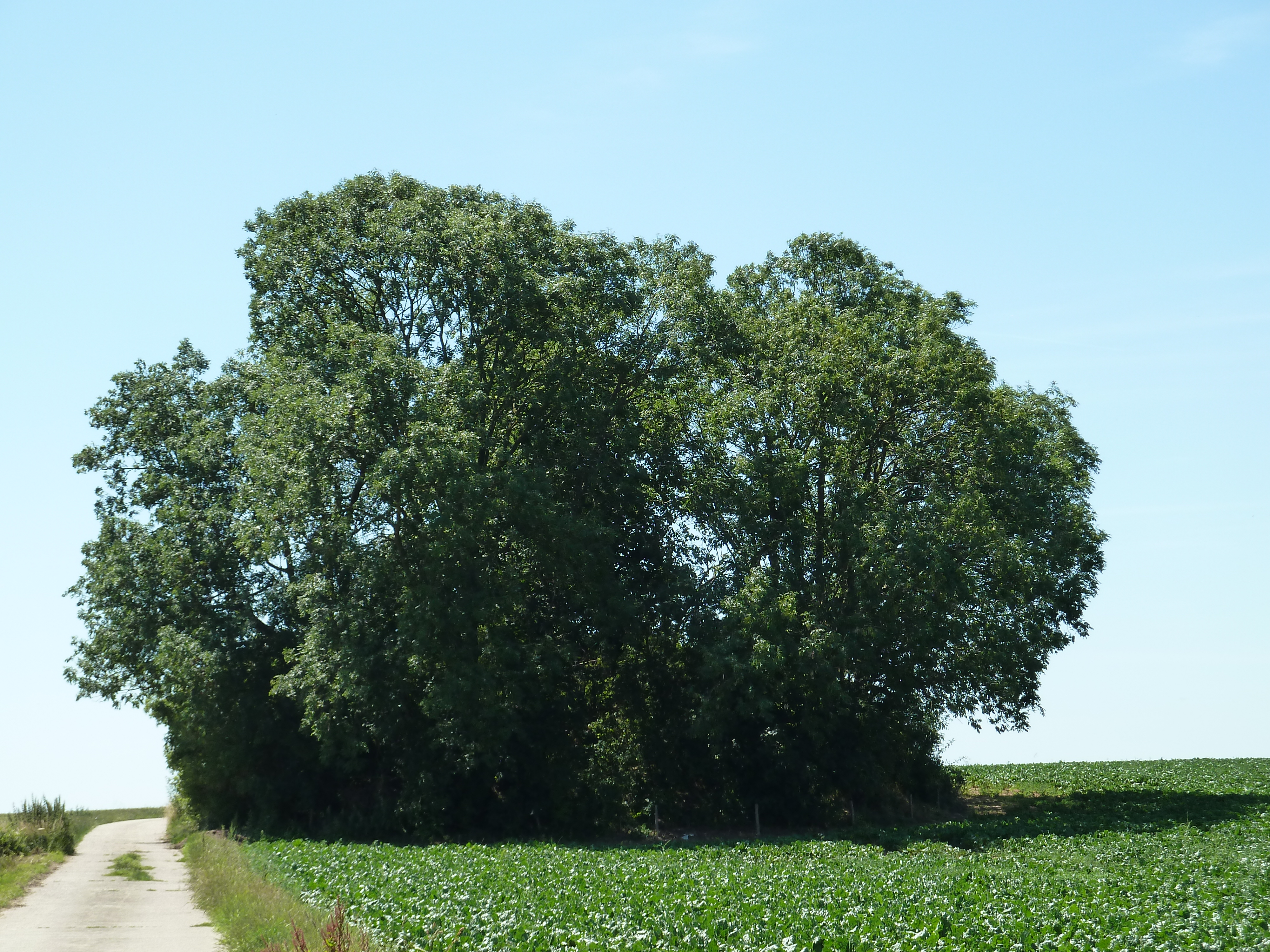
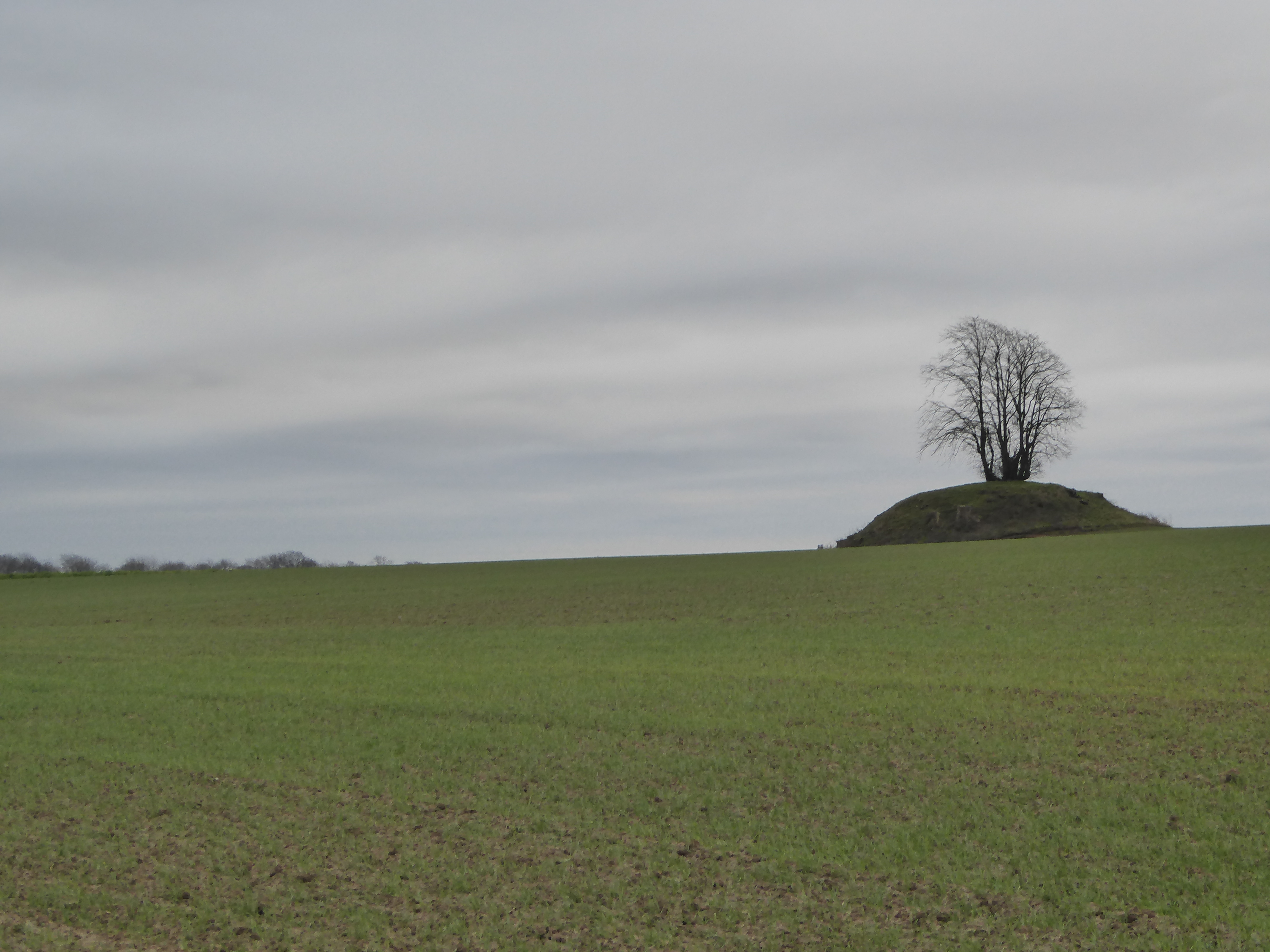
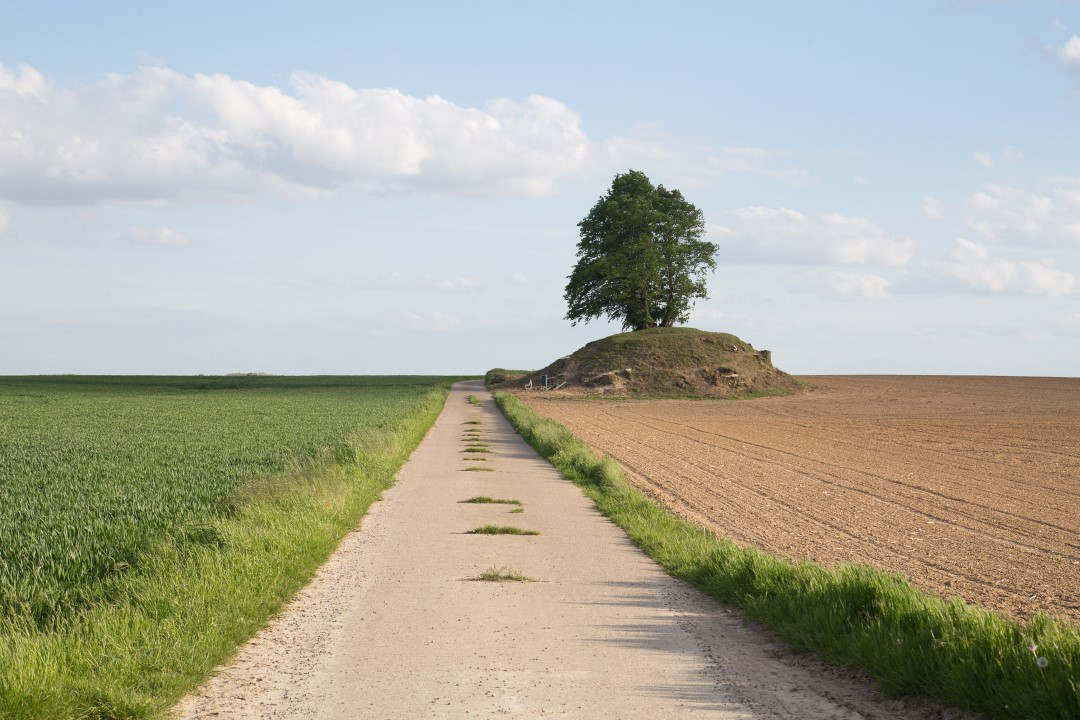
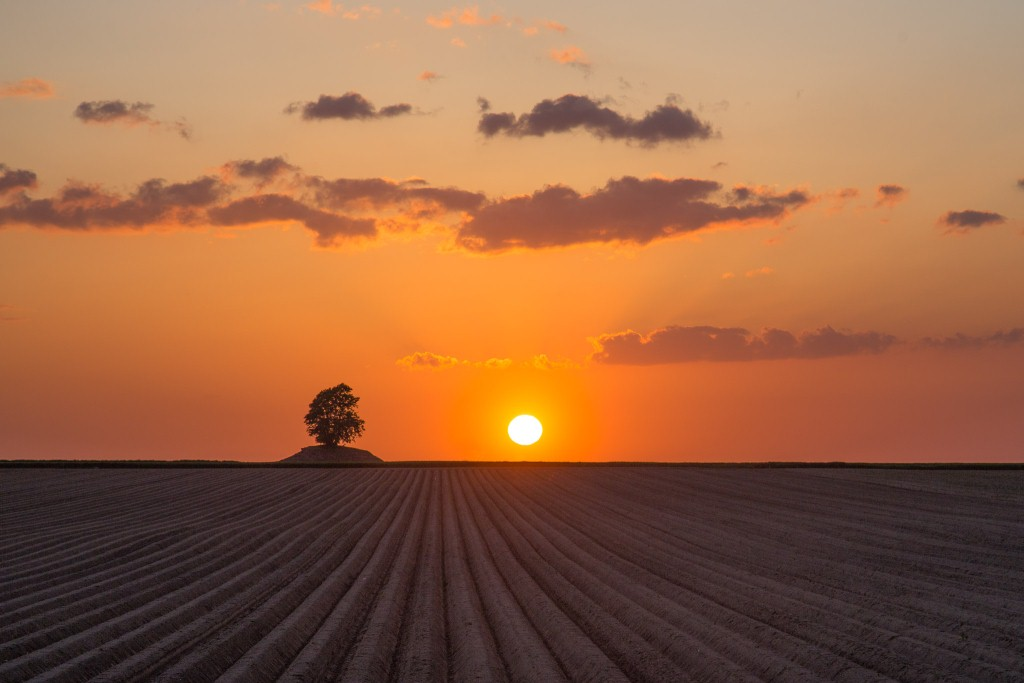